# Novembre 1888

## Événements
- 3 novembre : catastrophe à la mine de Campagnac (Cransac dans l'Aveyron) : un coup de grisou tue trente-trois mineurs et en blesse une trentaine d'autres
- 6 novembre : Grover Cleveland est battu par le républicain Benjamin Harrison lors des présidentielles aux États-Unis.
- Soir du 8 novembre : Mary Jane Kelly est la dernière victime de Jack l’Éventreur.

## Naissances
- 3 novembre : Oscar L. Boulanger, homme politique fédéral provenant du Québec.
- 7 novembre : Chandrashekhara Venkata Râman, physicien indien († 21 novembre 1970).
- 16 novembre : Henri Bosco, écrivain français († 4 mai 1976).
- 19 novembre : Jose Raul Capablanca, joueur d'échecs cubain († 8 mars 1942).
- 22 novembre : Martin-Saint-René, poète français, dramaturge, romancier, philosophe, consacré prince des poètes classiques et prince des poètes.
- 24 novembre : Jean Nussbaum, médecin franco-suisse, défenseur de la liberté religieuse († 29 novembre 1967).

## Décès
- 18 novembre : Alexandre Ozanne, architecte français (° 29 novembre 1828).